# Cryptorhopalum pruddeni
Cryptorhopalum pruddeni is een keversoort uit de familie spektorren (Dermestidae). De wetenschappelijke naam van de soort werd in 1900 gepubliceerd door Thomas Lincoln Casey.